# 1995 у літературі
Стаття є списком літературних подій та публікацій у 1995 році.

## Нагороди
- Нобелівська премія з літератури: Шеймас Гіні, «за ліричну красу й етичну глибину поезії, яка відкриває перед нами дивовижні будні й оживлює минуле»
- Букерівська премія: Пет Баркер, «Дорога привидів»
- Премія «Неб'юла» за найкращий роман: Роберт Соєр, «The Terminal Experiment»
- Премія «Неб'юла» за найкращу повість: Елізабет Генд, «Last Summer at Mars Hill»
- Премія «Неб'юла» за найкраще оповідання: Естер Фрізнер, «День народження»
- Премія «Г'юго» за найкращий роман: Лоїс Макмастер Буджолд, «Танець віддзеркалень»
- Премія «Г'юго» за найкращу повість: Майк Резнік, «Сім пейзажів Олдувайської ущелини»

## Померли
- 30 січня — Джеральд Даррелл, британський вчений-зоолог, засновник Джерсійського тресту збереження диких тварин, письменник-анімаліст.
- 23 лютого — Джеймс Герріот, англійський письменник (народився в 1916).
- 14 червня — Роджер Желязни, американський письменник-фантаст (народився в 1937).
- ? вересня — Колпаков Олександр Лаврентійович, радянський письменник-фантаст (народився в 1922).
- 22 жовтня — Кінгслі Еміс, британський прозаїк і поет (народився в 1922)

## Нові книжки
- «Престиж» — містичний роман британського письменника Крістофера Пріста.
- «Острів напередодні» — роман італійського письменника Умберто Еко.
- Видавництво Oxford University Press започаткувало серію «Very Short Introduction».